# Municipio de Santa María Yolotepec
El municipio de Santa María Yolotepec es uno de los 570 municipios del estado mexicano de Oaxaca. Su cabecera es la localidad de Santa María Yolotepec.

## Geografía
El municipio de Santa María Yolotepec colinda al norte con el municipio de Santa Cruz Tacahua, al este con el municipio de San Francisco Cahuacúa, y al sur y oeste con el municipio de Santiago Yosondúa.

## Localidades
El municipio de Santa María Yolotepec cuenta con cinco localidades.
| Localidad                 | Población (2020) |
| ------------------------- | ---------------- |
| Santa María Yolotepec     | 306              |
| Cerro negro               | 129              |
| San José del Río Colorado | 34               |

## Gobierno
El municipio de Santa María Yolotepec se rige mediante el sistema de usos y costumbres.
| Presidente municipal            | Periodo   |
| ------------------------------- | --------- |
| Eugenio Velasco González        | 1996-1998 |
| Román López Velasco             | 1999-2001 |
| Gregorio López Velasco          | 2002-2004 |
| Feliciano C. Velasco Gutiérrez  | 2005-2007 |
| Severino López Hernández        | 2008-2010 |
| Eugenio Adrián Velásco González | 2011-2013 |
| Macario López Castro            | 2014-2016 |
| Armando López Castro            | 2017-2019 |
| Elías Velasco López             | 2020-2022 |
| Salvador Sosa López             | 2023-2025 |